# 吳一栻
吴一栻（1551年—1620年），字德與，号纘敬，浙江嚴州府淳安县雲峰人，明朝政治人物。

## 生平
嘉靖三十年辛亥六月十七日生。万历十六年（1588年）戊子科浙江乡试第四十名舉人，二十九年（1601年）辛丑科三甲二百三十二名進士，吏部觀政，三十二年授扬州府推官，政多平反。摄府篆，修葺书院，集诸生讲学课艺。适仪真、宝应相继大旱，民赖全活，且施药治疾，百姓德之。升兵部主事，三十八年補工部屯田司主事，次年司榷荆南，通商惠民，免竹筏之征，减船税之钞，汉沔称福星焉。四十年升员外郎，四十一年升山东济南府知府，值旱蝗为灾，单骑亲历州县，多方蠲赈，民获更生。又尝军需孔亟，闾阎凋瘠，军赋多不及额，为大司农所劾，百姓如倪宽故事，争先输纳，奏最，調東昌知府，四十七年二月擢广东海道副使，時海寇猖獗，全粤震警，栻指授方略，生擒贼首十三人，散其馀党，萬曆四十八年（1620年）以勤劳卒于官。嚴州大街有「名高两浙坊」，为解元蔡應龍、举人吴一栻、徐鵬程立。

## 家族
曾祖吴倬，乙未進士、按察使；祖吴钦，正德戊辰进士、湖广佥事；父吴文泂，赠文林郎。弟吴一栋、吴一松，侄吴希哲，字睿卿，崇祯进士，刑科给事中。